# Antoine de Latour
Pour les articles homonymes, voir Latour.
Antoine Tenant de Latour, né à Saint-Yrieix le 30 août 1808, mort à Sceaux le 27 avril 1881, est un écrivain français.

## Biographie
Fils de l'éditeur et bibliophile Jean-Baptiste Tenant de Latour (1779-1862), Antoine Tenant de Latour devient, après des études à l'École normale (1826), précepteur du duc de Montpensier (1832) puis son premier secrétaire en 1843. Homme de lettres et poète, il publie abondamment. Amoureux de l'Espagne et de sa littérature, il fit connaître de nombreux auteurs espagnols par ses essais et traductions de Calderón de la Barca, Fernán Caballero, Juan de Mariana, Juan Díaz de Solís, Juan Eugenio Hartzenbusch, Ramón de la Cruz, mais aussi des auteurs italiens comme Silvio Pellico, Vittorio Alfieri, Alessandro Manzoni ou Antonio Astesano (it),
Il est reçu le 9 mai 1858 à la Real Academia de Buenas Letras de Séville.

## Œuvres
Grand ami d'Aloysius Bertrand, il laisse une correspondance avec celui-ci.
Poésies et essayés:
- La vie intime (1833)
- Poésies complètes (1841)
- La baie de Cadix: nouvelles études sur l'Espagne (1858)
- L’Espagne religieuse et littéraire, pages détachées (1863)
- Etudes litteraires sur l'Espagne contemporaine (1864)
- Espagne, traditions, mœurs et littérature (1869)
- Tolede et les Bords du Tage - Nouvelles Etudes Sur L'Espagne (1870)
- Pèlerinage au pays de Jeanne d'Arc (1875)

Traduction:
- Mes prisons. Mémoires de Silvio Pellico de Saluces, traduits de l'italien, et précédés d'une introduction biographique, par A. de Latour. Édition ornée du portrait de l'auteur et augmentée de notes historiques par P. Maroncelli, Paris, H. Fournier jeune, 1833.
- Des devoirs des hommes. Par Silvio Pellico, traduit de l'italien, avec une introduction, par Antoine de Latour, Paris, Fournier, 1834.
- Œuvres dramatiques de Calderon, traduction de M. Antoine De Latour (vol. I e II), 1871, prix Langlois de l’Académie française en 1874.
- Œuvres dramatiques de Calderon (II Comédies), 1875.
- Don Miguel De Mañara: Sa Vie, Son Discours Sur La Vérité, Son Testament, Sa Profession De Foi, Classic Reprint, 2012.
- Mémoires de Vittorio Alfieri, d'Asti, écrits par lui-même, et traduits de l'italien par Antoine de Latour, Classic Reprint, 2012.
- Sainètes de Ramon de la Cruz, Traduits de l'espagnol et précédés d'une introduction par Antoine de Latour, Classic Reprint, 2018.

Archives:
- Paris, Bibliothèque Nationale
- Saluces, Archives historique de la Maire